# RAPH1
RAPH1‏ (Ras association (RalGDS/AF-6) and pleckstrin homology domains 1) هوَ بروتين يُشَفر بواسطة جين RAPH1 في الإنسان.